# جووینال هابیاریمانا
جووینال هابیاریمانا (انگلیسی: ;Juvénal Habyarimana ۸ مارس ۱۹۳۷ – ۶ آوریل ۱۹۹۴) یک سیاست‌مدار اهل رواندا که از قبیله هوتو بود.
نسل‌کشی رواندا در آوریل ۱۹۹۴ به‌دنبال شلیک به هواپیمای وی و کشته‌شدن او آغاز شد.